# Eduardo Zamora y Caballero
Eduardo Zamora y Caballero (Valencia, 1837-Madrid, 1899) fue un escritor, historiador y político español.

## Biografía
Nació el 24 de agosto de 1837 en Valencia. Hombre político, jefe de Administración, historiador, novelista y autor dramático, dirigió en Madrid el periódico quincenal La Europa (1865) y fue corresponsal frecuente del Diario de Barcelona. Colaboró en gran número de periódicos literarios, entre ellos Los Niños (1870), La Ilustración Católica (1877), La Ilustración Española, La Ilustración Artística (1897-1899) y La Gran Vía (1893). Falleció el 8 de febrero de 1899 en Madrid y fue enterrado en la sacramental de San Lorenzo. En su labor como historiador ha sido encuadrado en la corriente de historiografía nacionalista del siglo XIX. Como político estuvo afiliado al partido conservador y ejerció en varias ocasiones el cargo de gobernador civil.